# Kelemen Zoltán (operaénekes, 1926–1979)
Kelemen Zoltán (Budapest, 1926. március 12. – Zürich, 1979. május 9.) világhírű magyar származású operaénekes (basszbariton) volt, aki különösen Mozart- és Wagner-szerepekben vált ismertté.

## Élete

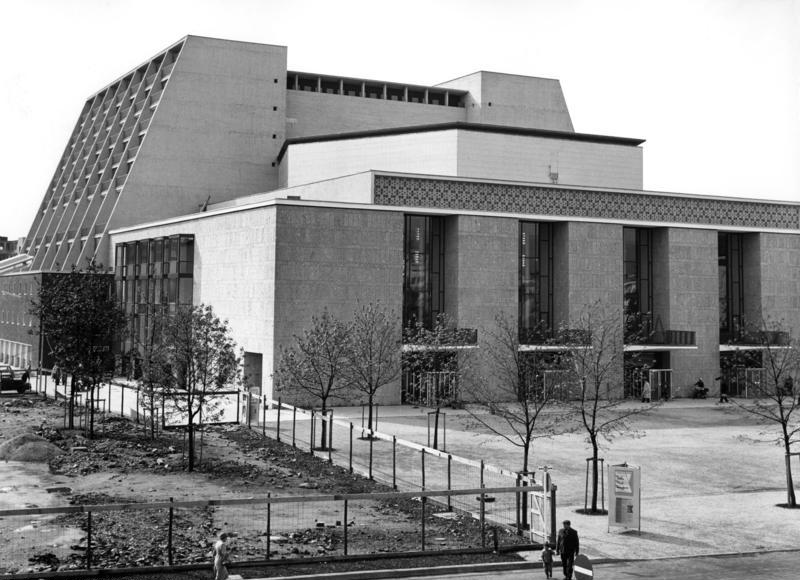
A kölni operaház

1954 és '56 között a budapesti Zeneakadémián, majd – emigrálása után – a római Accademia di Santa Cecilián (Maria Teresa Pediconi) tanult. 1959-ben Augsburgban debütált Kecalként Smetana Eladott menyasszonyában. 1962-ben Wuppertalba és Kölnbe is leszerződött. 1964-től már csak az utóbbi helyen volt tag, de működési területe fokozatosan kiterjedt az egész német nyelvterületre, végül a világ minden jelentős operaházára (Royal Opera House (1975-től), La Scala, párizsi Opéra Garnier, Teatro Colón (1967) stb.).
Rendszeresen fellépett a Bayreuthi Ünnepi Játékokon (1962-ben Gustav Neidlingertől vette át Alberich szerepét, amit 1978-ig énekelt), a salzburgi tavaszi és nyári fesztiválon, a New York-i Metropolitanben. Számtalan lemezfelvételen működött közre.
1965. február 15-én Kölnben főszerepet énekelt Bernd Alois Zimmermann A katonák c. operájának ősbemutatóján. Legnevesebb alakítása Alberich (Wagner: A Nibelung gyűrűje) volt, de egyaránt énekelt karakterbariton és buffóbasszus szerepeket. Herbert von Karajan egyik kedvenc énekese volt.

## Szerepei
- Beethoven: Fidelio – Don Pizzaro
- Alban Berg: Wozzeck – Első mesterlegény
- Boito: Mefistofele – Mefisztó
- Hans Werner Henze: Az ifjú lord –
- Massenet: Don Quijote – Sancho Panza
- Mozart: Szöktetés a szerájból – Ozmin
- Mozart: Figaro házassága – Doktor Bartolo; Antonio
- Mozart: Don Juan – Leporello; A kormányzó
- Muszorgszkij: Borisz Godunov – Rangoni
- Rossini: A sevillai borbély – Doktor Bartolo
- Rossini: Hamupipőke – Don Magnifico
- Smetana: Az eladott menyasszony – Kecal
- Richard Strauss: A rózsalovag – Lerchenaui Ochs báró
- Richard Strauss: Ariadné Naxos szigetén – A zenetanár
- Richard Strauss: Arabella – Waldner gróf
- Richard Strauss: Az árnyék nélküli asszony – Az egyszemű
- Wagner: Lohengrin – 4. brabanti nemes
- Wagner: A nürnbergi mesterdalnokok – Hermann Ortel
- Wagner: A Nibelung gyűrűje – Alberich
- Wagner: Parsifal – Klingsor
- Bernd Alois Zimmermann: A katonák – Wesener